# Васу
Ва́су (санскрит. Vasu, «блеск»; др. инд. vasu, «добрый») — в индуизме боги-дэвы (Васудевы), прислужники Индры, описываемые в Ведах и Пуранах; позднее часть свиты Шивы (Шива-гана). 
Этот класс полубогов насчитывает восемь гениев, имена которых означают огонь, свет и разные световые явления. Это гении благотворных явлений света и воздуха; их почитают как души предков; в то же время они творцы и охранители коров — священного животного у брахманов.
Олицетворяют природные феномены восемь васу — Апас (Вода), Дхрува (Полярная звезда), Сома (Луна), Дхара (Опора), Анила (Ветер), Анала (Огонь), Пратьюша (Заря), Прабхаса (Сияние). В Ригведе упоминаются рядом с одиннадцатью рудрами (буря), двенадцатью адитьями (Солнце); все вместе, а также Дьяус и Притхиви, входят в число 33 богов древнеиндийского пантеона. В другом индийском памятнике васу называются отцами, рудра — дедами и адитья — прадедами.
Как сказано в «Махабхарате», васу прогневали мудреца Васиштху и должны были вновь родиться людьми. Их матерью стала Ганга, которая, по уговору с васу, вышла замуж за царя Шантану и бросала каждого рождённого от этого брака ребёнка в свои воды, чтобы те вновь стали богами. Последнего восьмого ребёнка Бхишму она оставила на земле.
Есть и другие васу: Упаричара (дед Вьясадевы) был из рода васу и, по повелению Индры, стал царём страны Чеди.
| Брихадараньяка-упанишада | Манава-пурана | Махабхарата | Значение                 |
| ------------------------ | ------------- | ----------- | ------------------------ |
| Притхиви                 | Бхуми         | Дхара       | Земля                    |
| Варуна                   | Самудра       | Апас        | Вода                     |
| Агни                     | Агни          | Анала       | Огонь                    |
| Ваю                      | Ваю           | Анила       | Ветер                    |
| Адитья                   | Амшуман       | Пратьюша    | Солнце                   |
| Дьяус или Акаша          | Акаша         | Прабхаса    | Небо                     |
| Чандрамаш                | Варчас        | Сома        | Луна                     |
| Накстрани                | Прабхаса      | Дхрува      | Звёзды (Полярная звезда) |